# Dr. Richard

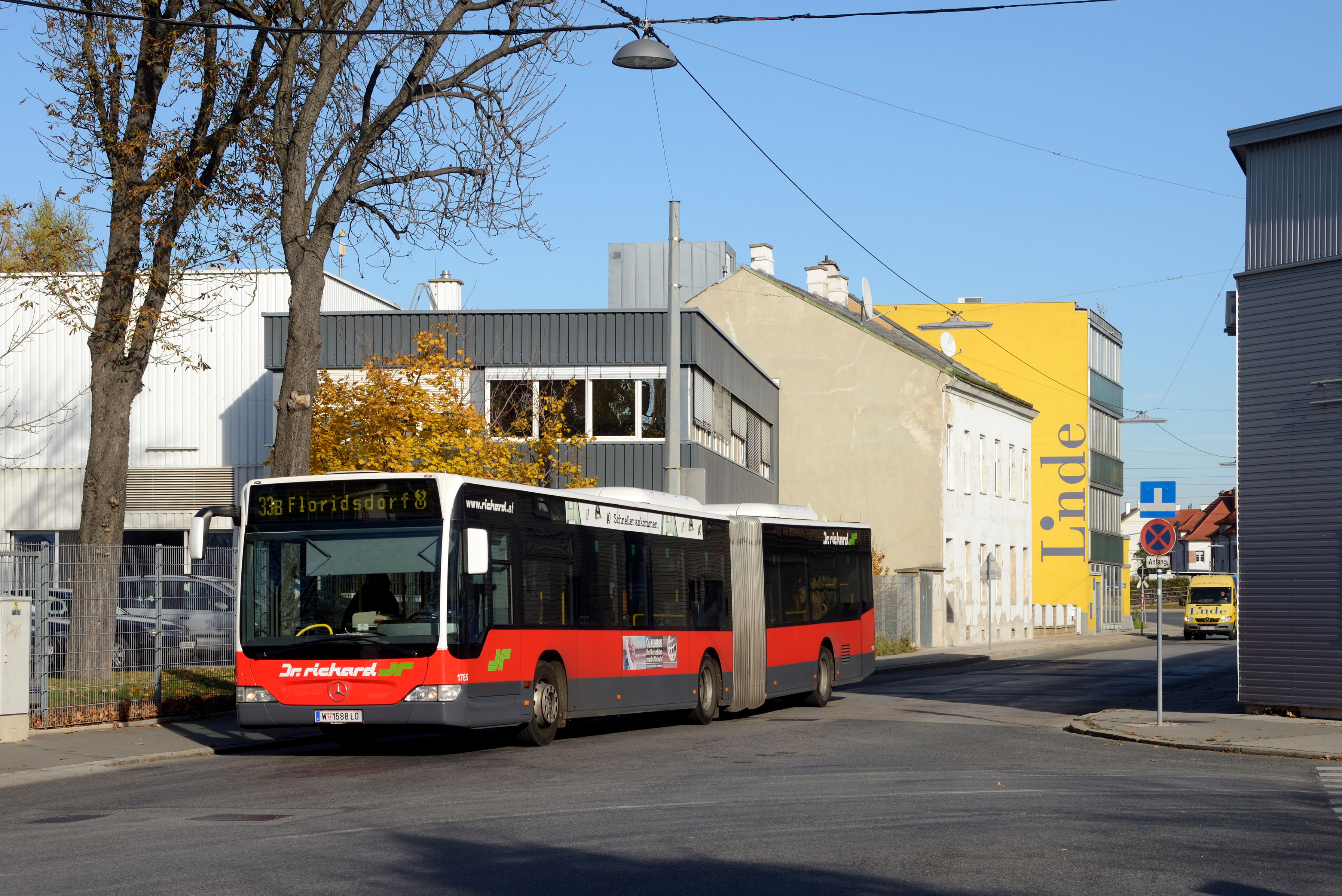
Ein Linienbus von Dr. Richard in Wien auf der ehemaligen Buslinie 33B

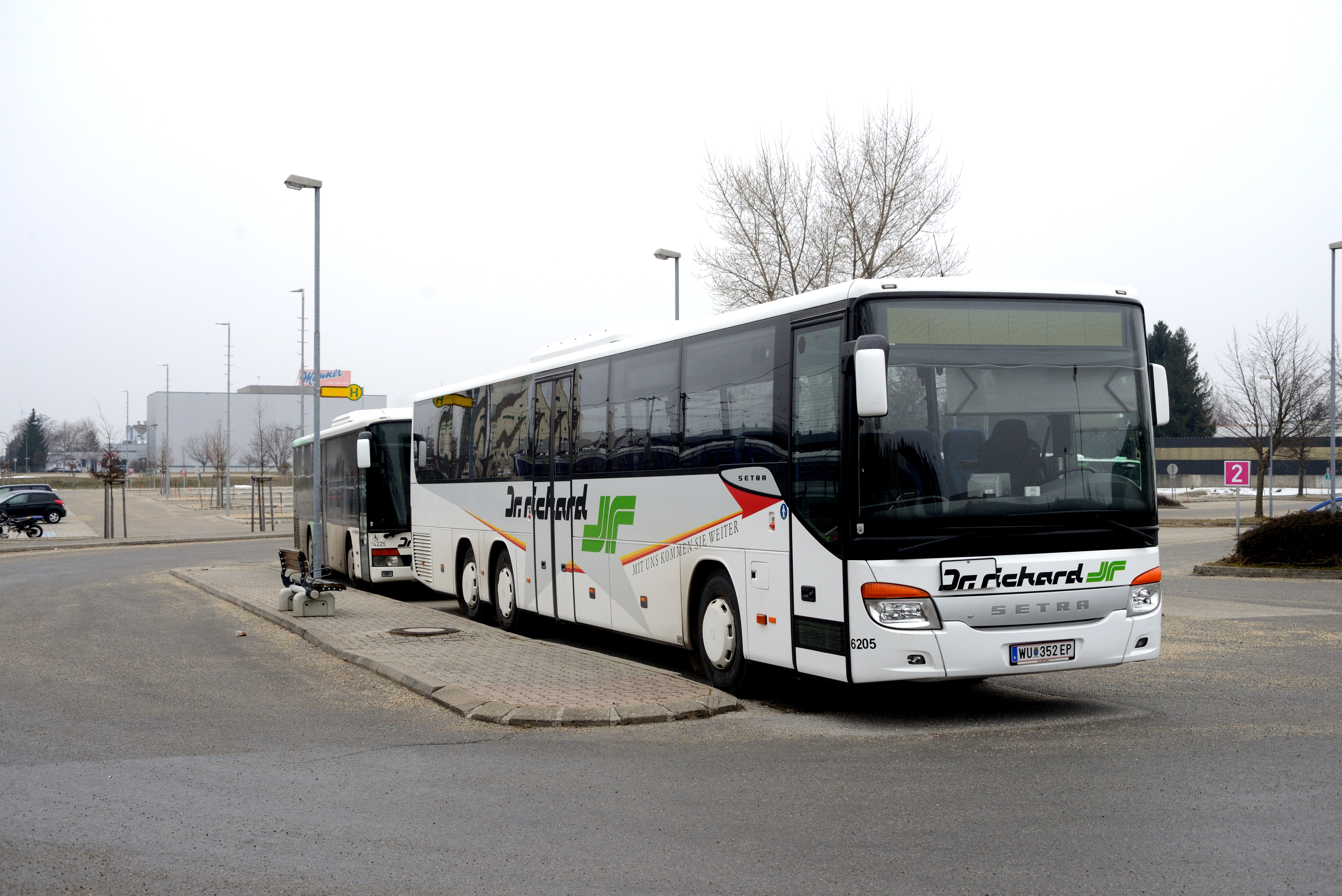
Bus Typ Setra S 417 UL für den Regionalverkehr im Weinviertel am Bahnhof Wolkersdorf

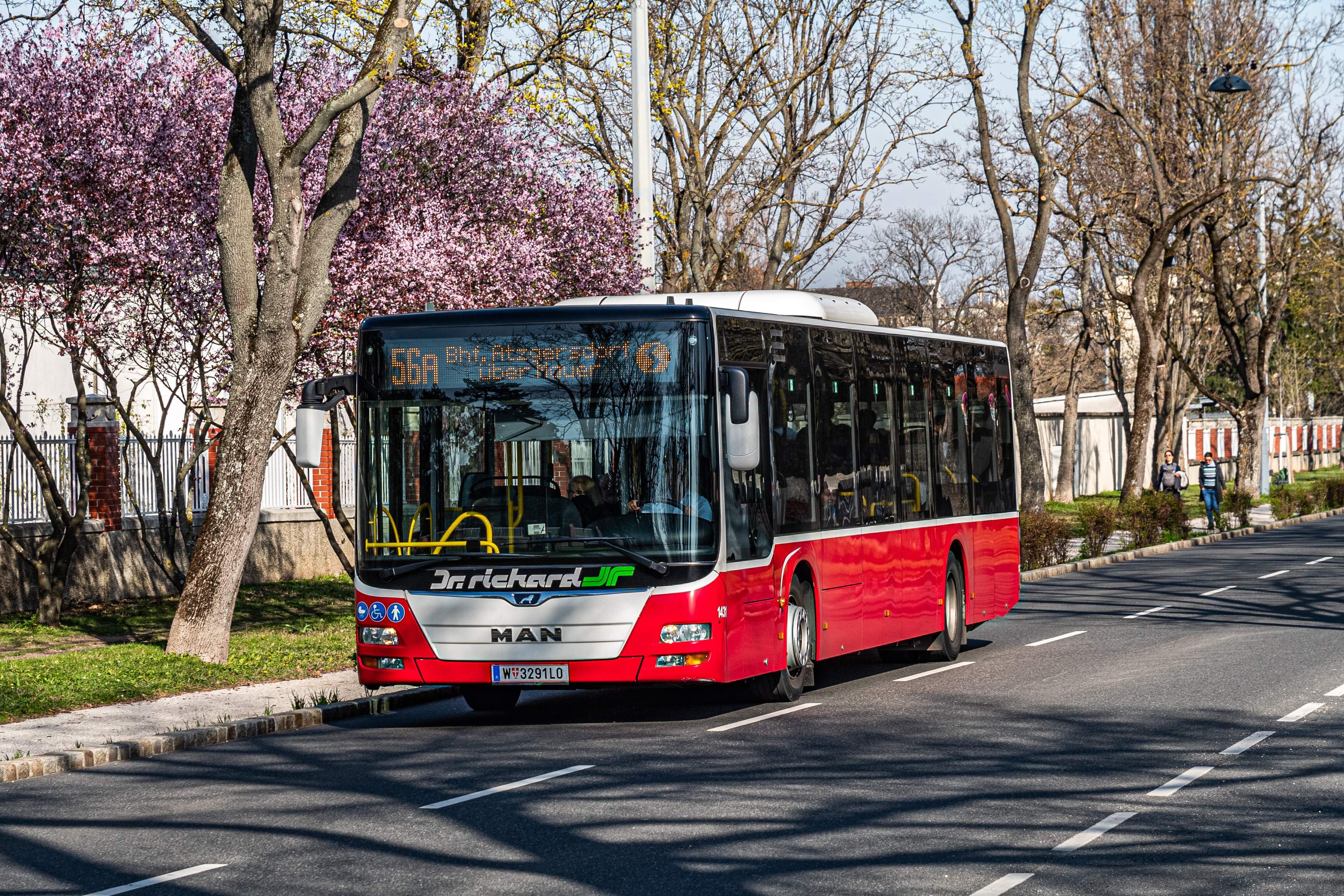
Ein MAN Lion’s City A21 im Auftrag der Wiener Linien

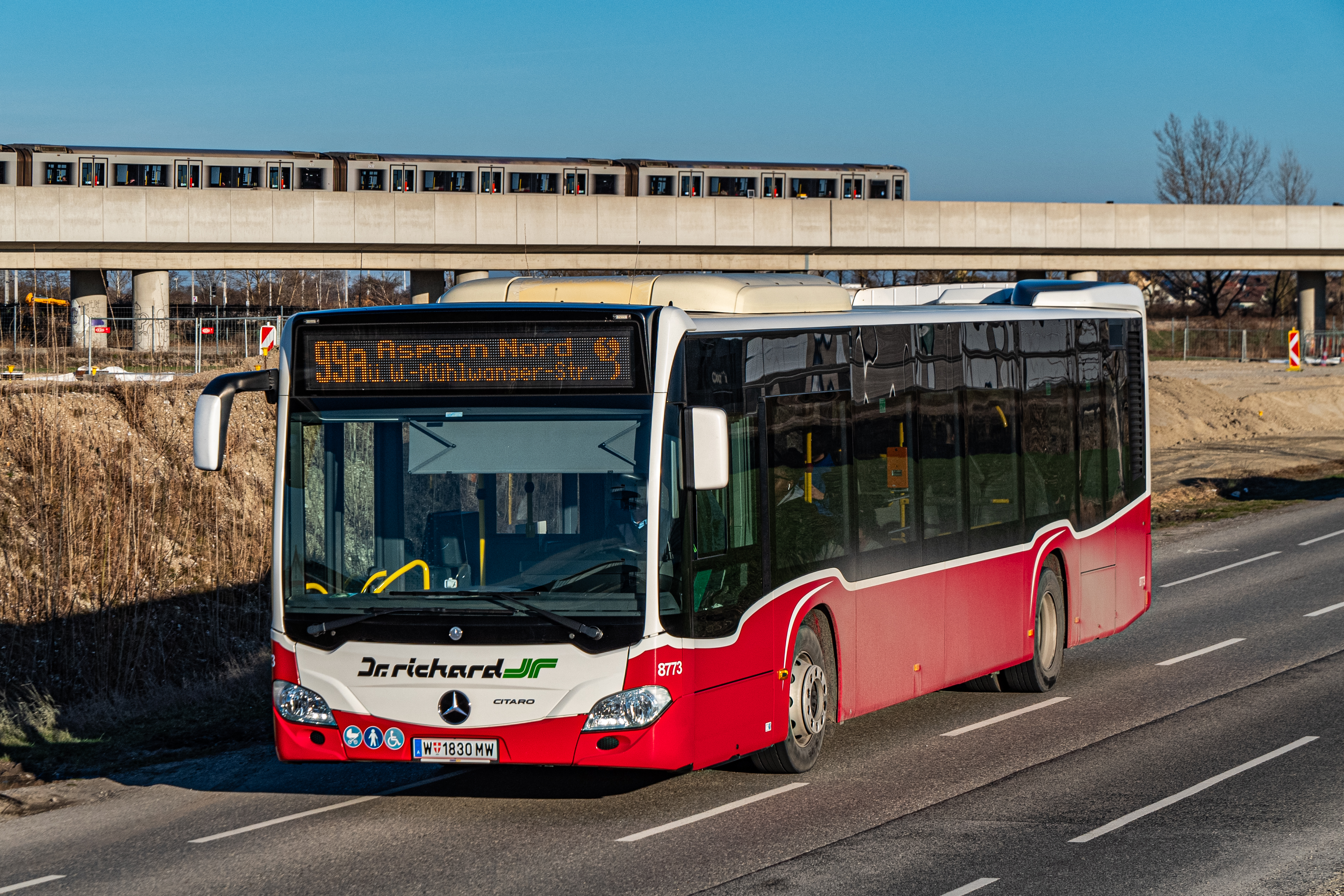
Ein Mercedes Citaro der Firma Dr. Richard in Wien

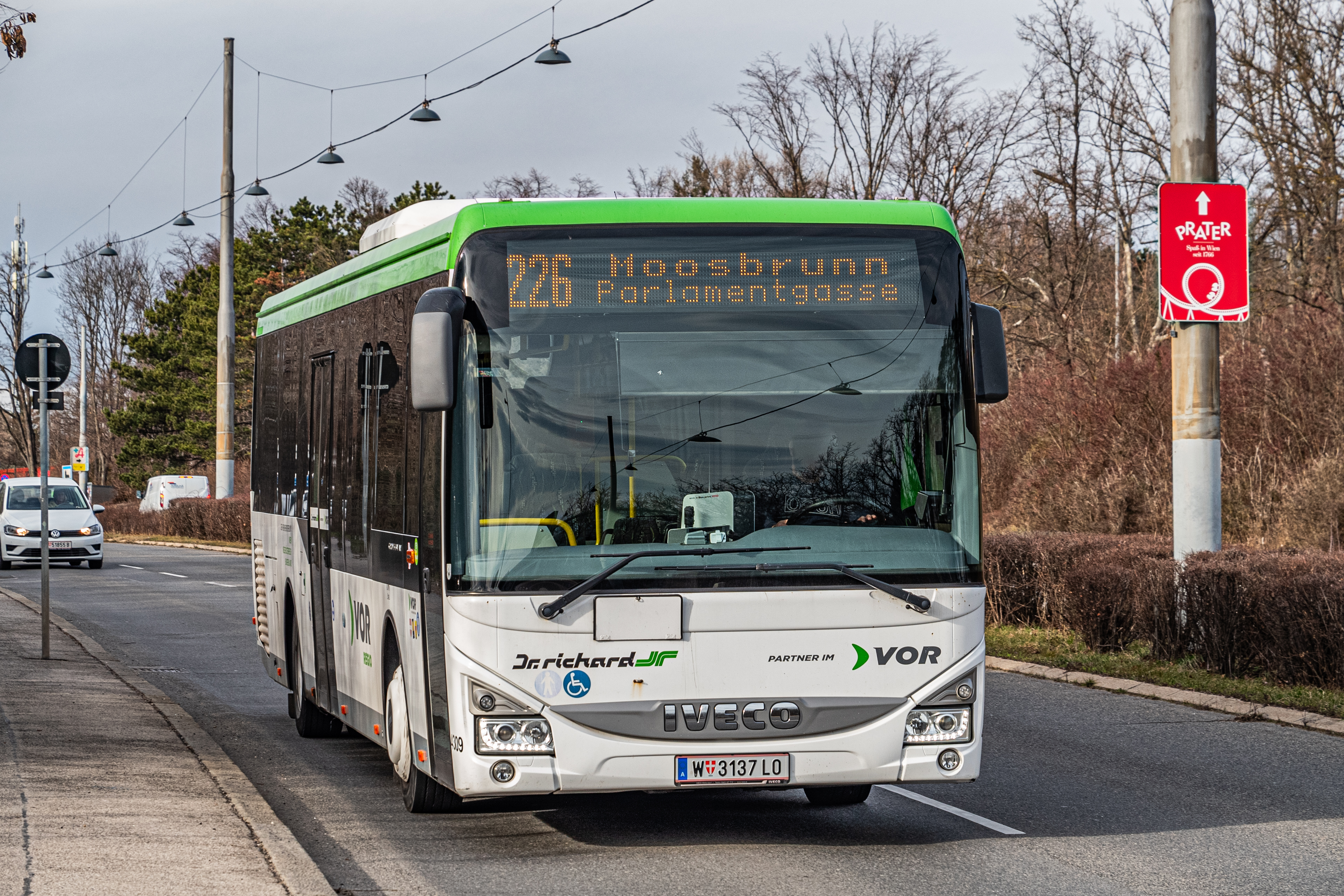
Iveco Crossway LE auf der Regionalbuslinie 226 in Wien Oberlaa

Die Dr. Richard-Gruppe ist nach der ÖBB-Personenverkehr-Tochter Postbus das zweitgrößte Busunternehmen Österreichs und das größte eigentümergeführte Busunternehmen im deutschsprachigen Raum.

## Geschichte
Das Unternehmen wurde 1942 von Ludwig Richard, der sein Doktorat an der Hochschule für Welthandel erworben hatte – daher der Firmenname – in Wien durch den Erwerb von zwei Wiener Lastentransportunternehmen gegründet. Nach der Wiederaufnahme des Betriebs nach dem Kriegsende entschied Ludwig Richard, sich primär dem Personenverkehr zuzuwenden, und baute seinen Fuhrpark von sieben LKW schlicht zu Bussen um.
1951 betrieb das Unternehmen bereits zehn umgebaute LKW als Busse. In diesem Jahr konnte allerdings auch der erste richtige Bus angeschafft werden, ein Gräf & Stift ON 120. 1958 besaß das Unternehmen dank mehrerer Übernahmen von Kleinstunternehmen bereits 35 Busse mit Linienverbindungen im Großraum Wien und in das Burgenland, und es gelang durch den Kauf eines belgischen Taxiunternehmens, einen Betriebshof zu erwerben, der auch heute noch der Sitz der Unternehmenszentrale im 20. Bezirk in Wien ist.
In den 1960er Jahren wuchs das Unternehmen rasch weiter, angetrieben durch die Besiedelung der Außenbezirke Wiens. 1966 übernahm Dr. Richard als erstes privates Verkehrsunternehmen die erste Auftragslinie von den Wiener Verkehrsbetrieben, die es zum Betrieb der ehemaligen Wiener Straßenbahnlinie 73 mit Bussen berechtigte, wobei die Fahrscheine der Wiener Linien gültig waren. Diese Tarifgemeinschaft war de facto ein Vorläufer des Verkehrsverbunds und ermöglichte den Fahrgästen des öffentlichen Verkehrs in Wien erstmals, mit einem Fahrschein alle Buslinien in der Stadt Wien benutzen zu können. Da sich diese Partnerschaft bewährte, betreibt die Dr.-Richard-Gruppe neben anderen privaten Busunternehmen auch heute noch zahlreiche Linien in Wien im Auftrag der Wiener Linien. Weitere Standorte in der Region Wien/Niederösterreich/Burgenland sind auch im Tarifverbund des Verkehrsverbunds Ost-Region eingebunden.
Mitte der 1970er Jahre entstand zudem das Dr.-Richard-Logo, das bis heute in den Schriftzügen aller Betriebe der Dr.-Richard-Gruppe verwendet wird. Das Logo wurde im Zuge eines Wettbewerbs von Schülern der Höheren Graphischen Bundes-Lehr- und Versuchsanstalt kreiert.

## Expansion und Übernahmen
Seit Ende der 1960er Jahre ist die Dr.-Richard-Gruppe kontinuierlich gewachsen. 1969 wurden der Busbetrieb und die Reisebüros der Austrobus in Wien und Kolda in Niederösterreich übernommen. Aus dem Unternehmen Austrobus formte der Sohn des Firmengründers Karl Ludwig Richard die Reisebüro-Gruppe Columbus, die heute unabhängig von der Dr.-Richard-Gruppe agiert.
Der größte Zukauf gelang Anfang der 1970er Jahre mit der Südburg Kraftwagen Betriebs GesmbH mit 65 Autobussen und 115 Mitarbeitern und umgerechnet rund 5 Millionen Euro Umsatz, in dessen Folge die sehr erfolgreiche Linie G1 auf der Strecke Wien–Oberwart–Güssing–Jennersdorf eingerichtet wurde.
Es folgten Übernahmen der Unternehmen Bajer Bus, Wien (1981), Watzke, Graz (1983), Albus, Salzburg (1986), Salzkraft, Salzburg (1992) und Kowatsch (2003), Villach. Beteiligt ist das Unternehmen auch an den Busunternehmen Sagmeister in Stegersbach.
2007 wurde die heutige Dr. Richard Schweiz GmbH gegründet und 2012 erfolgte der Einstieg der Dr.-Richard-Gruppe als Gesellschafter bei der neu gegründeten Meinfernbus GmbH (später Flixbus) mit Sitz in Berlin und gründete kurz darauf das Dr.-Richard-Tochterunternehmen Albus München GmbH, welches ab dem Jahr 2013 unter anderem die Fernbuslinien Berlin–München–Zürich, München–Innsbruck im Auftrag von Flixbus betreibt und auch in den süddeutschen Reisebusverkehr einsteigt.
Seit 2014 betreibt die Dr. Richard Gruppe die Linien 096 (Wien – Graz) und X96 (Graz – Wien Flughafen) unter der Dachmarke Flixbus.

Ende 2021 beschloss man, die Firma Dr. Richard österreichweit zu vereinheitlichen. Dazu wurde die Firma Kowatsch in Dr. Richard Kärnten umbenannt. Im Jahr 2022 endete auf der Strecke München–Zürich die Zusammenarbeit mit Flixbus. Dieselbe Strecke fuhr Dr. Richard von April 2022 bis Mai 2023 im Auftrag von Pinkbus. In Österreich wird die Zusammenarbeit mit Flixbus hingegen fortgesetzt.

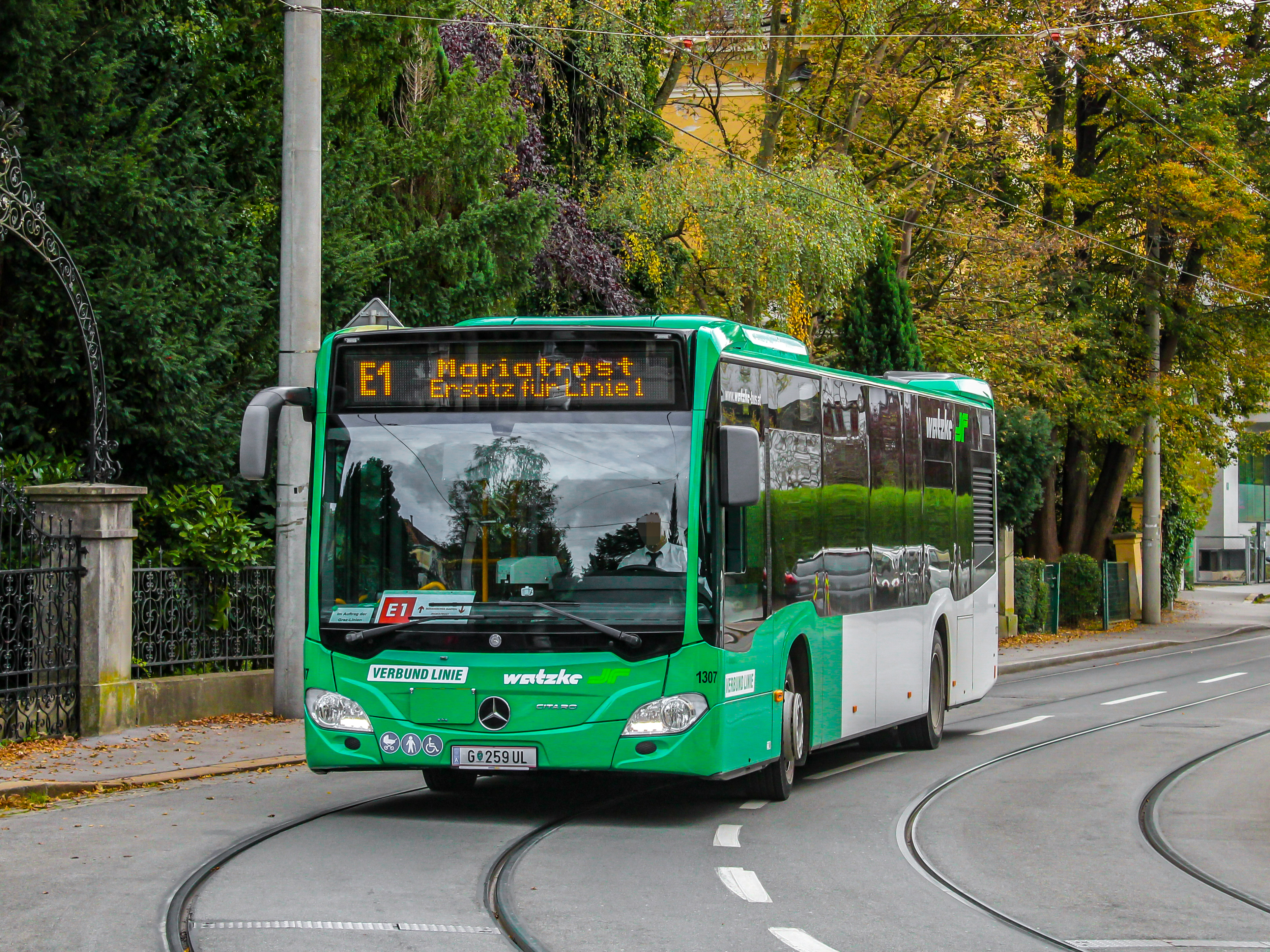
Mercedes-Benz Citaro vom ehemaligen Tochterunternehmen Watzke aus Graz

Im Frühjahr 2022 wurde im Zuge der Vereinheitlichung des Markenauftretens das Tochterunternehmen Watzke in Dr. Richard Steiermark umbenannt.
Im Jahr 2022 wurde der Reisebusbetrieb der Marke Albus Salzburg ausgliedert und in die eigenständige Firma Dr. Richard Salzburg überführt.

## Zahlen und Fakten heute
Mit über 200 Linien in Niederösterreich, Wien, im Burgenland, in der Steiermark, in Kärnten, Salzburg und Oberösterreich, 1800 Mitarbeitenden an 12 Standorten, 18 Busgaragen, über 1.100 Bussen und 215 Millionen Euro Jahresumsatz im Jahr 2023 ist das Unternehmen eigenen Angaben nach das zweitgrößte Busunternehmen Österreichs nach der Österreichischen Postbus AG und das größte private Busunternehmen im deutschsprachigen Raum.
Drei Viertel der Leistungen erbrachte die Dr.-Richard-Gruppe im Jahr 2018 im öffentlichen Verkehr sowohl im Stadtlinien- als auch im Regionalverkehr. Mit rund 219 Reisebussen (Stand 2024) bietet die Dr.-Richard-Gruppe neben klassischen Busreisen, Transfers und Werksverkehren mit speziellen „Premium“-Fahrzeugen auch Busreisen im Luxussegment an. 2018 wurde mit Reisebussen, die schwerpunktmäßig in den Städten Wien (72 Busse) und Salzburg (55 Busse) stationiert sind, rund 31,1 Millionen Euro Jahresumsatz erzielt. Die im Fernbusverkehr betriebenen mehr als 50 Doppelstockbusse vervollständigen das Portfolio der Dr.-Richard-Gruppe des öffentlichen Verkehrs in Österreich, Deutschland und der Schweiz. Die Dr. Richard Gruppe betreibt mehrere eigene Buswerkstätten.
Die Firma erhielt Anfang 2005 die erste Serie der überarbeiteten Fassung des Stadtniederflurbusses Lion’s City von MAN. Im Jahr 2024 wurden die Tankstellen der  Dr. Richard Standorte Wien (Reisebus), Salzburg (Reise- und Linienbus) und St. Pölten (Reise- und Linienbus) auf HVO-100 Treibstoff umgestellt. Im Tochterunternehmen Albus Salzburg kommen seit 2023 sechs Elektrobusse MAN Lion’s City 12E im Linienverkehr zum Einsatz.

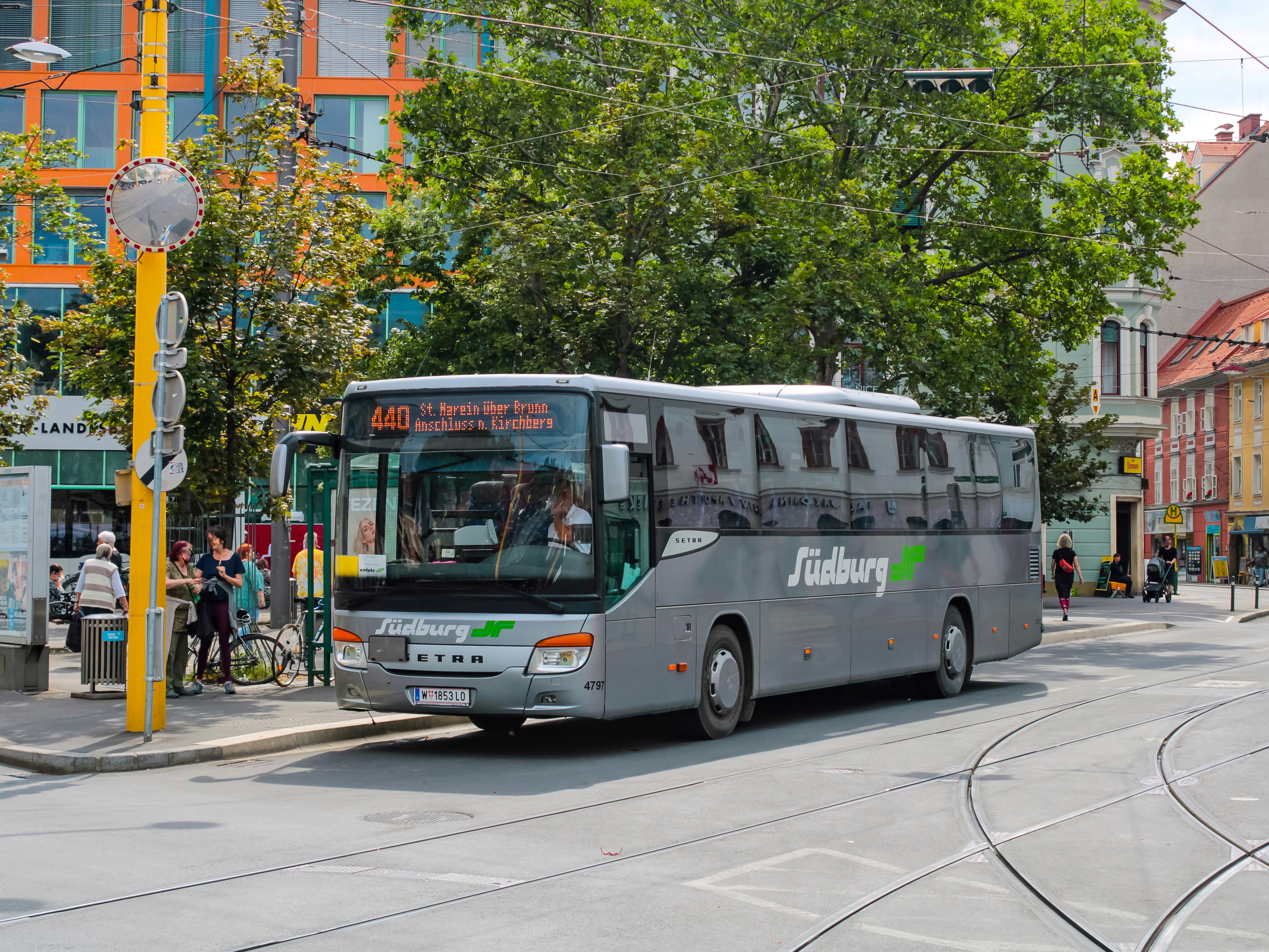
Bus vom Tochterunternehmen Südburg

## Tochterunternehmen
Dr. Richard betreibt in ganz Österreich, Deutschland und der Schweiz Tochterunternehmen. Diese sind:
- Albus Salzburg - Salzburg[13]
- Dr. Richard Steiermark
- Dr. Richard Kärnten
- Dr. Richard Oberösterreich
- Dr. Richard Niederösterreich
- Südburg - Burgenland[14]
- Dr. Richard München[15]
- Dr. Richard Zürich[16]